# 薩克森-阿爾滕堡的伊莉莎白 (1865-1927)
薩克森-阿爾滕堡的伊莉莎白（德語：Elisabeth von Sachsen-Altenburg，1865年1月25日—1927年3月24日），薩克森-阿爾滕堡的莫里茲的女兒，母親是薩克森-邁寧根的奧古斯塔。

## 家庭
1884年，伊莉莎白與俄羅斯的康斯坦丁·康斯坦丁諾維奇大公結婚。康斯坦丁·康斯坦丁諾維奇的父親是沙皇尼古拉一世之子康斯坦丁·尼古拉耶維奇，母親是薩克森-阿爾滕堡的亞歷山德拉。兩人共有6子2女：
1. 伊萬（1886年—1918年）
2. 加布里爾（英语：Prince Gabriel Constantinovich of Russia）（1887年—1955年）
3. 塔緹亞娜（英语：Princess Tatiana Constantinovna of Russia）（1890年—1979年）
4. 康斯坦丁（英语：Prince Constantine Constantinovich of Russia）（1891年—1918年）
5. 奧列格（英语：Prince Oleg Konstantinovich of Russia）（1892年—1914年）
6. 伊戈爾（1894年—1918年）
7. 格奧爾基（英语：Prince Georgy Konstantinovich of Russia）（1903年—1938年）
8. 薇拉（1906年—2001年）